# Ceropegia cancellata
Ceropegia cancellata är en oleanderväxtart som beskrevs av Reichb.. Ceropegia cancellata ingår i släktet Ceropegia och familjen oleanderväxter. Inga underarter finns listade i Catalogue of Life.